# えびの飯野駅
えびの飯野駅（えびのいいのえき）は、宮崎県えびの市大字原田にある、九州旅客鉄道（JR九州）吉都線の駅。

## 歴史
- 1912年（大正元年）10月1日：飯野駅（いいのえき）として開業[1][2]。
- 1960年（昭和35年）8月26日：駅舎改築[4]。
- 1980年（昭和55年）10月1日：貨物営業廃止[2]。
- 1984年（昭和59年）2月1日：荷物扱い廃止[2]。
- 1986年（昭和61年）11月1日：電子閉塞装置導入により無人化[5]。
- 1987年（昭和62年）4月1日：国鉄分割民営化により、九州旅客鉄道の駅となる[1][2]。
- 1990年（平成2年）11月1日：えびの飯野駅に改称[3][2]。

## 駅構造

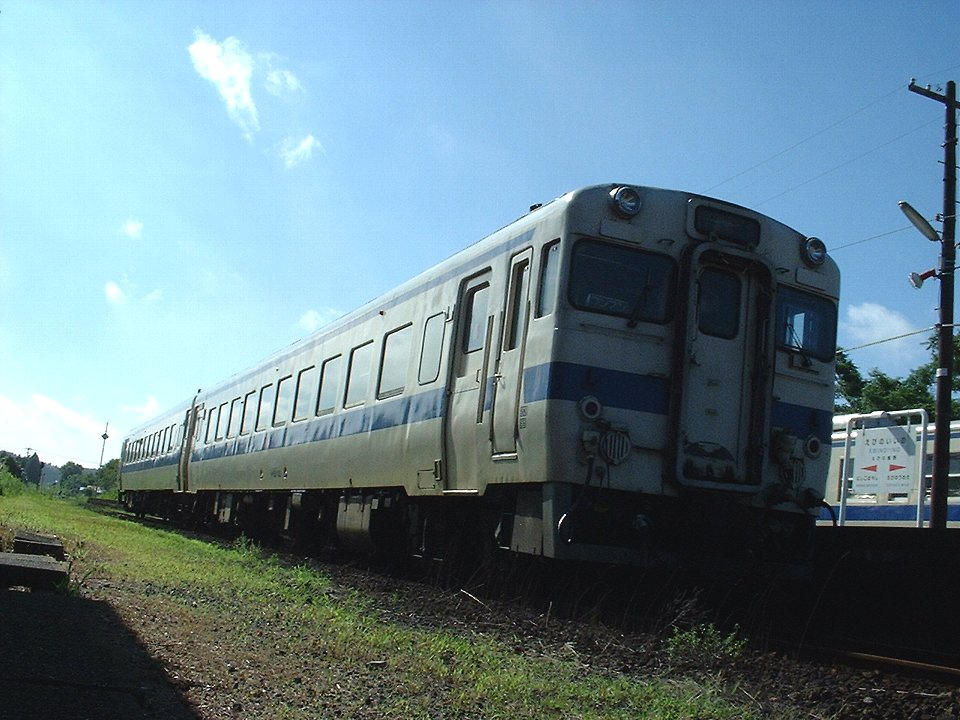
ホーム（2003年8月。構内踏切から列車交換を行う様子を観察）

島式ホーム1面2線を有する地上駅。駅舎とホームは構内踏切で連絡している。
無人駅。駅舎は古レールを併用したブロック造平屋建てで、1960年（昭和35年）8月に地元で当時の西諸県郡飯野町が400万円の国鉄利用債を引き受けて作られた建物。

### のりば
| のりば | 路線    | 方向 | 行先           |
| ------ | ------- | ---- | -------------- |
| 1      | ■吉都線 | 下り | 小林・都城方面 |
| 2      | ■吉都線 | 上り | 吉松方面       |

## 利用状況
2015年（平成27年）度の1日平均乗車人員は173人である。
近年の1日平均乗車人員は以下の通り。
| 年度   | 1日平均 乗車人員 |
| ------ | ---------------- |
| 1996年 | 297              |
| 1997年 | 299              |
| 1998年 | 297              |
| 1999年 | 301              |
| 2000年 | 293              |
| 2001年 | 257              |
| 2002年 | 254              |
| 2003年 | 245              |
| 2004年 | 242              |
| 2005年 | 238              |
| 2006年 | 272              |
| 2007年 | 246              |
| 2008年 | 260              |
| 2009年 | 238              |
| 2010年 | 243              |
| 2011年 | 215              |
| 2012年 | 253              |
| 2013年 | 231              |
| 2014年 | 198              |
| 2015年 | 173              |

## 駅周辺
- えびの第一病院
- 飯野駅前郵便局
- 和光幼稚園
- 双葉保育所
- 宮崎自動車道
- えびの警察署
- 宮崎県立飯野高等学校

※当駅はクルソン峡の最寄り駅でもあるが、同峡谷へはタクシーで約20分を要する。

## 隣の駅
九州旅客鉄道（JR九州）
■吉都線
えびの上江駅 - えびの飯野駅 - 西小林駅